# Indian Rationalist Association
Indian Rationalist Association är en frivillig organisation i Indien, vars 100 000 medlemmar främjar vetenskaplig skepticism och kritiserar övernaturliga påståenden. Den publicerar böcker och tidskrifter, organiserar seminarier och föreläsningar och dess företrädare förekommer regelbundet i TV och tryckta medier för att påtala vidskepelser. Indian Rationalist Association grundades 1949 i Chennai (senare Madras). Den grundande presidenten var Dr RP Paranjpye (senare High Commissioner för Indien i Australien och rektor för Mumbaiuniversitetet). Sanal Edamaruku, välkänd TV-presentatör och författare, är dess ordförande.
Indian Rationalist Association har filialer i olika delstater i Indien, med huvudkontor i föreningen ligger i New Delhi. Den indiska rationalistiska föreningen tog initiativet till att bilda Rationalistinternationalen 1995 och organiserade tre internationella rationalistiska konferenser i samarbete med den.
Den australiska science fiction-författaren Greg Egan har använt den indiska rationalistiska föreningen i sin roman Teranesia.